# セヴァストーポリ (戦艦・初代)
セヴァストーポリ（Севастополь）はロシア帝国海軍の戦艦。ペトロパヴロフスク級。

## 艦歴
サンクトペテルブルクのGalernyi島造船所で建造。1892年3月建造開始。5月7日/5月19日起工。1895年5月20日/6月1日進水。1900年就役。
1900年10月3日/10月15日に極東へ向け出発し、1901年3月31日/4月13日に旅順に到着した。
1904年1月27日/2月9日未明、「セヴァストーポリ」などの艦艇が旅順港外に停泊していたところを日本の駆逐隊が襲撃し、戦艦「ツェサレーヴィチ」、「レトヴィザン」と巡洋艦1隻が被雷。次いで同日昼には日本海軍の第一戦隊（三笠、朝日、富士、八島、敷島、初瀬）、第二戦隊（出雲、吾妻、八雲、常盤、磐手）、第三戦隊（笠置、千歳、高砂、吉野）がロシア側と交戦した。この戦闘では「セヴァストーポリ」は6インチないし8インチ砲弾1発（中口径弾1発と複数の小口径弾）を受け、負傷者2名を出した。
2月27日/3月11日、戦艦「ペレスヴェート」、「ポルターヴァ」と衝突。
3月13日/26日、戦艦「ペレスヴェート」と衝突し、推進器を損傷。
4月2日/4月15日、日本海軍艦艇による旅順砲撃で前部砲塔の12インチ砲1門が被害を受けた。同砲は以後使用可能になることはなかった。
6月10日/6月23日、「セヴァストーポリ」を含むロシア艦隊は出港した。しかし日本艦隊と遭遇すると引き返す。港外泊地に戻った際、「セヴァストーポリ」は投錨しようとして速度を落とした「ペレスヴェート」に接近しすぎ、「ペレスヴェート」を避けたところ日本軍の機雷に触れた。または日本軍の駆逐艦、水雷艇による雷撃を回避した際に水路を外れて触雷した。触雷箇所は右舷前方で、1000トンの浸水があり、吃水が2m沈んだ。また、触雷箇所反対側の6インチ砲弾薬庫と艦首12インチ砲塔付近で発生した火災により弾薬庫隔壁が破裂しかけたが、弾薬通路への注水によって事なきを得た。この触雷では11名が負傷した。修理中の6月25-26日/7月8-9日に火災が発生し、2名が死亡、28名が負傷した。
㋄上旬に地上の防衛強化のため艦隊から砲の一部を陸揚げすることが決まり、6月中旬にかけて実行された。「セヴァストーポリ」からは6インチ砲8門が陸揚げされた。
7月28日/8月10日、黄海海戦に参加。死者1名、負傷者62名、または死者1名負傷者63名を出した。
8月10日/8月23日、「セヴァストーポリ」は日本軍左翼の郭家溝砲台を破壊すべく駆逐艦7隻を伴って出撃した。「セヴァストーポリ」は砲台砲撃を行っていた日本の巡洋艦「日進」、「春日」と遭遇し砲撃を受けた。「日進」と「春日」がだった後「セヴァストーポリ」は郭家溝砲台を砲撃し、12インチ砲弾7発と6インチ砲弾60発を発射。砲台の反撃で12cm砲弾1発が「セヴァストーポリ」に命中したが、損傷は軽微であったという。「日進」と「春日」が再び現れ砲撃を受けると「セヴァストーポリ」は退避した。その際、「セヴァストーポリ」は日本軍の機雷に触れた。艦首左舷側に触雷した「セヴァストーポリ」は第一炭庫、第二炭庫、6インチ砲と37mm砲の弾薬庫、前部12インチ砲塔の火薬庫に浸水したが、沈没は免れた。修理は10月24日/11月6日まで行われた。
日本軍は黄海海戦の前ごろから砲台からの港内砲撃を開始しており、「セヴァストーポリ」は9月15日/9月28日と16日/29日に3発ずつ被弾した。203高地を占領し、そこに観測所を設けた日本軍の砲撃で他艦は撃沈されたが、生き残っていた「セヴァストーポリ」は11月26日/12月9日（11月25日/12月8日）に港外へ出て203高地から見通せない老虎尾半島の城頭山沖に投錨し、周囲を防材で囲うとともに魚雷防御網を張った。それに対して日本軍は攻撃を開始し、11月26日/12月9日から27日/10日の夜に第九艇隊（蒼鷹、雁、鴿）が雷撃を行ったが外れたという。11月28日/12月11日から29日/12日の夜には第一五艇隊の「雲雀」、「鷺」、「鶉」と第一敷設挺、第二敷設挺が雷撃を行ったが、ロシア側に被害はなかった。11月30日/12月13日未明、まず第二〇艇隊（第62号、第63号、第64号、第65号）が襲撃。次に「扶桑」と「三笠」の艦載水雷艇各1隻が雷撃し、この攻撃で「セヴァストーポリ」は艦首の防御網に被雷して水雷発射管室が浸水した。12月1日/12月14日、第六と第一二艇隊の混成艇隊のうち、第52号と第58号が雷撃。12月1日から2日/12月14日から15日の夜には第六と第一二艇隊の混成艇隊（第52号、第56号、第58号）、第一五艇隊（雲雀、鷺、鶉、鷂）、第二と第二一艇隊の混成艇隊、第一〇艇隊（第40号、第41号、第42号、第43号）と第39号、第一四艇隊（千鳥、隼、鵲、真鶴）、第九艇隊（蒼鷹、燕、雁、鴿）、「富士」の艦載水雷艇が襲撃した。この時は魚雷5発が「セヴァストーポリ」の防御網に命中して4発が爆発し、衝角が破損して浸水したという。次の夜は第二艇隊と第二一艇隊の4隻（第37号、第45号、第46号、第49号）、第一四艇隊（千鳥、隼、鵲、真鶴）が襲撃。「セヴァストーポリ」右舷側の防材にはった防御網、舷側の防御網と艦尾で魚雷が爆発し、左舷中央部と艦尾に浸水した。また、駆逐艦「ストロジェヴォーイ」が被雷している。「セヴァストーポリ」の戦闘力喪失と判断して日本軍はこの日で攻撃を終了した。
旅順降伏後、破棄命令を受けた「セヴァストーポリ」は1904年12月20日/1905年1月2日に汽船「シラーチ」の助けを借りで沖合へ出て自沈した。